# Dan Ghibernea
Dan Ghibernea (n. 15 septembrie 1954, Nucșoara, România) este un fost deputat român în legislatura 1996-2000, ales în județul Argeș pe listele partidului PDSR. Fost șef de cabinet al lui Adrian Năstase între 1992-1996, devine după 2000 ambasadorul României la Londra. În cadrul activității sale parlamentare, Dan Ghibernea a fost membru în grupurile parlamentare de prietenie cu Republica Turcia și Regatul Unit al Marii Britanii și Irlandei de Nord.
A absolvit Universitatea București, promoția 1977. Între 1977-1980 a fost traducător la Întreprinderea CONECT.
Este căsătorit cu Tania Filip, actriță de teatru și film, profesor la UNATC.